# William Henry (scheikundige)

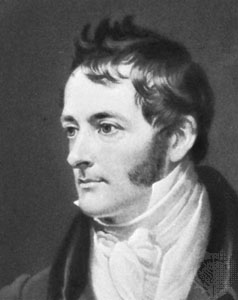
William Henry

William Henry (Manchester, 12 december 1775 - Padlebury, 2 september 1836) was een Engels scheikundige, bekend vanwege het opstellen van de Wet van Henry.

## Biografie
William werd als zoon van Thomas Henry, apotheker, geboren in Manchester. Hoewel Henry succesvol medicijnen studeerde, hij begon in 1795 en promoveerde in 1807, kon hij het beroep van arts niet uitoefenen door zijn slechte gezondheid. Hierdoor had Henry tijd om zich te storten op onderzoek aan de scheikunde, in het bijzonder op het onderzoek aan gassen. 
Zo wist hij al tijdens zijn opleiding, in 1803, een artikel gepubliceerd te krijgen in Philosophical Transactions van de Royal Society over de hoeveelheid gassen die konden oplossen in water onder variërende druk. Zijn andere artikelen handelen onder meer over de samenstelling van bepaalde gasmengsels, de structuur van waterstofchloridegas (zoutzuur, HCl) en ammoniakgas (NH3) en de desinfecterende mogelijkheden van hitte. In 1808 kreeg hij de Copley Medal. 